# João Paulo
Sérgio Luís Donizetti (født 9. juli 1964) er en tidligere brasiliansk fodboldspiller.

## Brasiliens fodboldlandshold
| Brasiliens landshold | Brasiliens landshold | Brasiliens landshold |
| År                   | Kmp                  | Mål                  |
| -------------------- | -------------------- | -------------------- |
| 1987                 | 3                    | 1                    |
| 1988                 | 1                    | 0                    |
| 1989                 | 2                    | 0                    |
| 1990                 | 0                    | 0                    |
| 1991                 | 11                   | 3                    |
| Total                | 17                   | 4                    |